# Cá nhám voi
Cá nhám voi hay cá mập voi (danh pháp hai phần: Rhincodon typus) là một thành viên đặc biệt trong phân lớp Elasmobranchii (cá mập, cá đuối) của lớp Cá sụn (Chondrichthyes). Loài cá này nắm giữ nhiều kỷ lục về kích thước trong vương quốc loài vật, tiêu biểu nhất là danh hiệu động vật có xương sống không phải thú lớn nhất còn tồn tại. Ngoài ra đây cũng là thành viên duy nhất của chi Rhincodon và là thành viên cuối cùng còn sót lại của họ Rhincodontidae.
Cá nhám voi thường xuất hiện ở vùng nước mặt thoáng trên các đại dương nhiệt đới và hiếm khi bắt gặp ở những vùng nước có nhiệt độ dưới 21 °C (70 °F). Qua các nghiên cứu kỹ lưỡng về cá nhám voi, người ta ước tính tuổi thọ của loài này là từ 80–130 năm. Loài cá này sở hữu cái miệng rất rộng và có khả năng lọc thức ăn, tương tự như hai loài cá mập khác là cá mập miệng to và cá mập phơi nắng. Chúng hầu như chỉ ăn sinh vật phù du và cá nhỏ, đồng thời không gây ra bất kỳ mối đe dọa nào đối với con người.

## Tên gọi
Loài này được nhận dạng lần đầu tiên vào năm 1828, sau khi một mẫu vật dài 4,6 m (15 ft) bị bắt được ở Vịnh Table thuộc Nam Phi. Họ Rhincodontidae đã không được thông qua cho tới tận năm 1984. Tên gọi "cá nhám voi" có lẽ bắt nguồn từ kích thước lớn hệt như cá voi, đồng thời loài này còn có cơ chế lọc thức ăn tương tự như cá voi tấm sừng.

## Cơ thể học và hình dạng
Miệng cá nhám voi có thể chứa đến 300 hàng răng nhỏ và 20 tấm sừng màng lọc, được chúng sử dụng để lọc thức ăn. Không giống như nhiều thành viên trong cùng phân lớp khác, miệng của cá nhám voi nằm phía trước đầu chứ không phải ở phần dưới của đầu. Chiều dài của cá nhám voi áng chừng khoảng từ 9–11 m, nặng từ 10-15 tấn. Trong đó, một cá thể dài 12,1 m (39,7 ft) sở hữu cái miệng rộng đến 1,55 m (5,1 ft). Là một phần trong quá trình ăn uống, loài có này có 5 cặp mang lớn. Hai mắt nhỏ nằm ngay ở phần trước của cái đầu rộng và bẹt. Thân của chúng có màu xám chuyển thành trắng ở phần bụng, với phần da giống như "bàn cờ đam" vì chứa các đốm màu vàng nhạt cùng các sọc. Các đốm này là duy nhất cho từng cá thể. Lớp da của chúng có thể dày tới 15 cm, sờ vào rất cứng và thô ráp. Ngoài ra, loài này còn có ba lằn gân rõ nét chạy dọc theo mỗi bên hông, trải dài từ phần đỉnh đầu cho đến cuống đuôi. Cơ thể cá nhám voi có cặp vây lưng cách nhau khá xa, đồng thời còn có hai vây ngực và một vây hậu môn nằm ở giữa. Đuôi của cá nhám voi non có vây trên lớn hơn vây dưới nhưng ở cá nhám voi trưởng thành thì đuôi có hình bán nguyệt hay hình trăng lưỡi liềm. Các lỗ thở của chúng nằm ngay sau mắt. Cá nhám voi không phải là những tay bơi lội cừ khôi; toàn thân của nó chuyển động khi bơi, kết quả là nó có vận tốc thấp rất bất thường khi so với các loại cá mập, trong đó vận tốc trung bình của loài này chỉ đạt khoảng 5 km/h.
Bộ gen hoàn chỉnh kèm theo chú giải của loài cá nhám voi đã được công bố vào năm 2017.
Các nghiên cứu đã chỉ ra rằng cá nhám voi có thể tự phục hồi sau những chấn thương lớn và có thể tái tạo lại những phần vây nhỏ của chúng. Ngoài ra, các đốm của loài này cũng đã được chứng minh là có khả năng hồi phục so với vùng bị tổn thương trước đây.

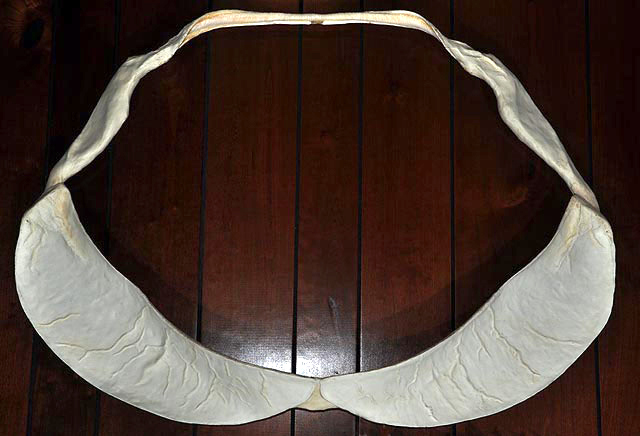
Bộ xương hàm
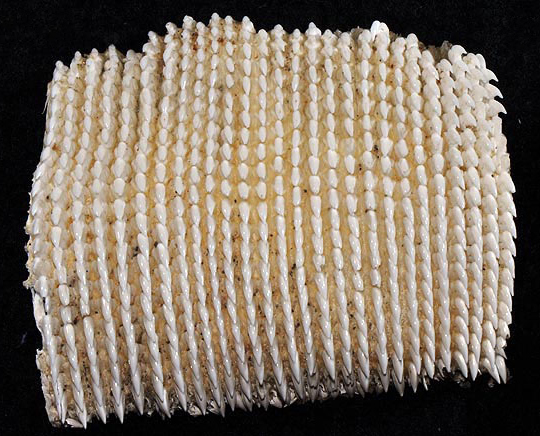
Mẫu răng của cá nhám voi
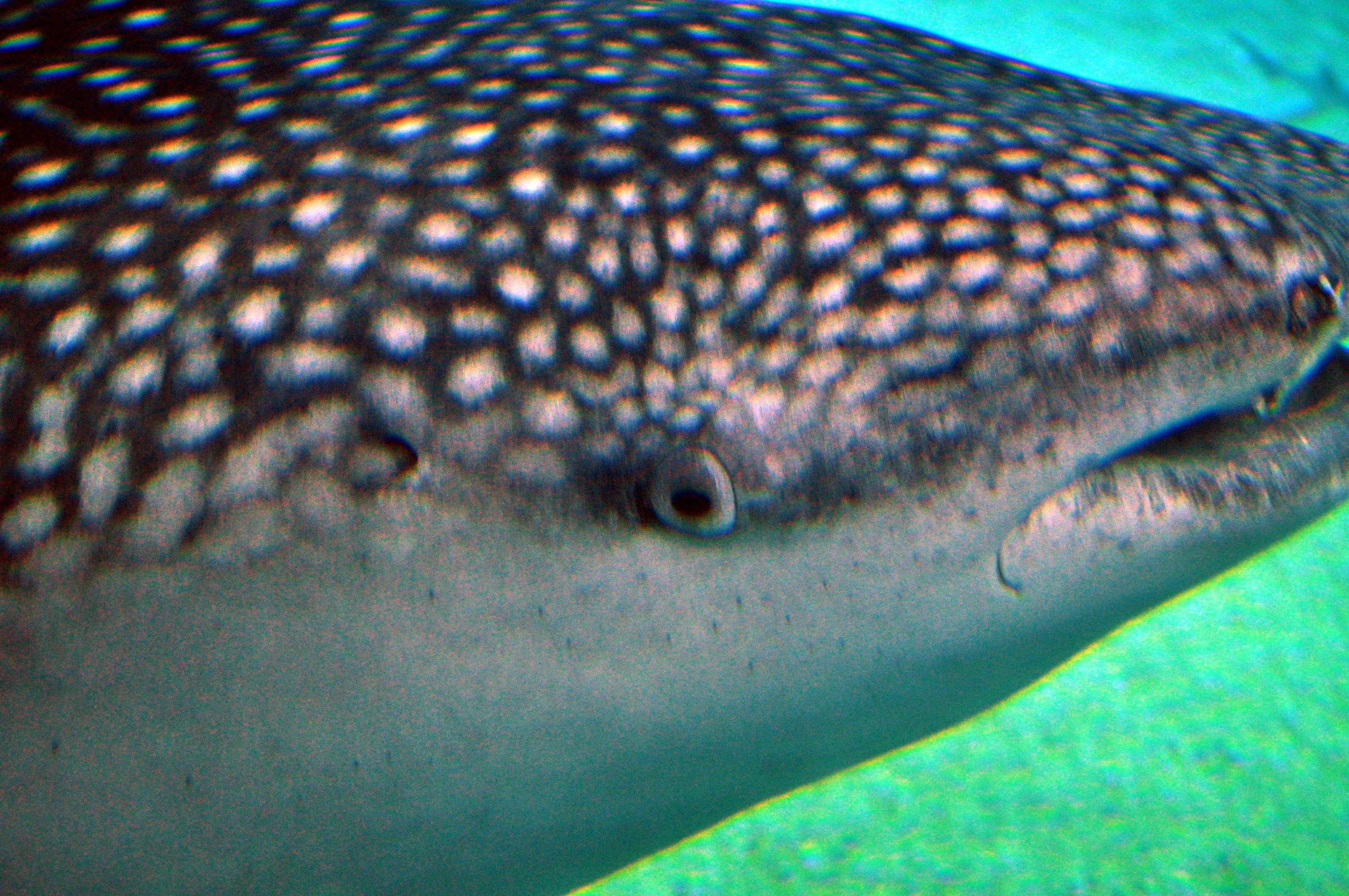
Mắt
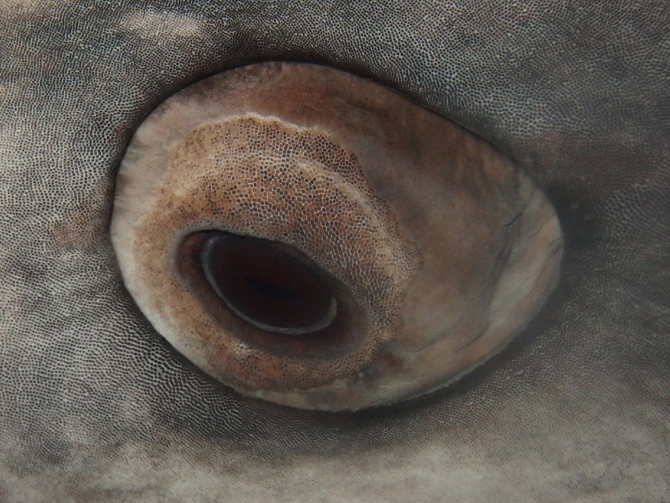
Ảnh chụp cận cảnh phần nhãn cầu của cá, được bao phủ bởi nhiều chiếc răng giả da
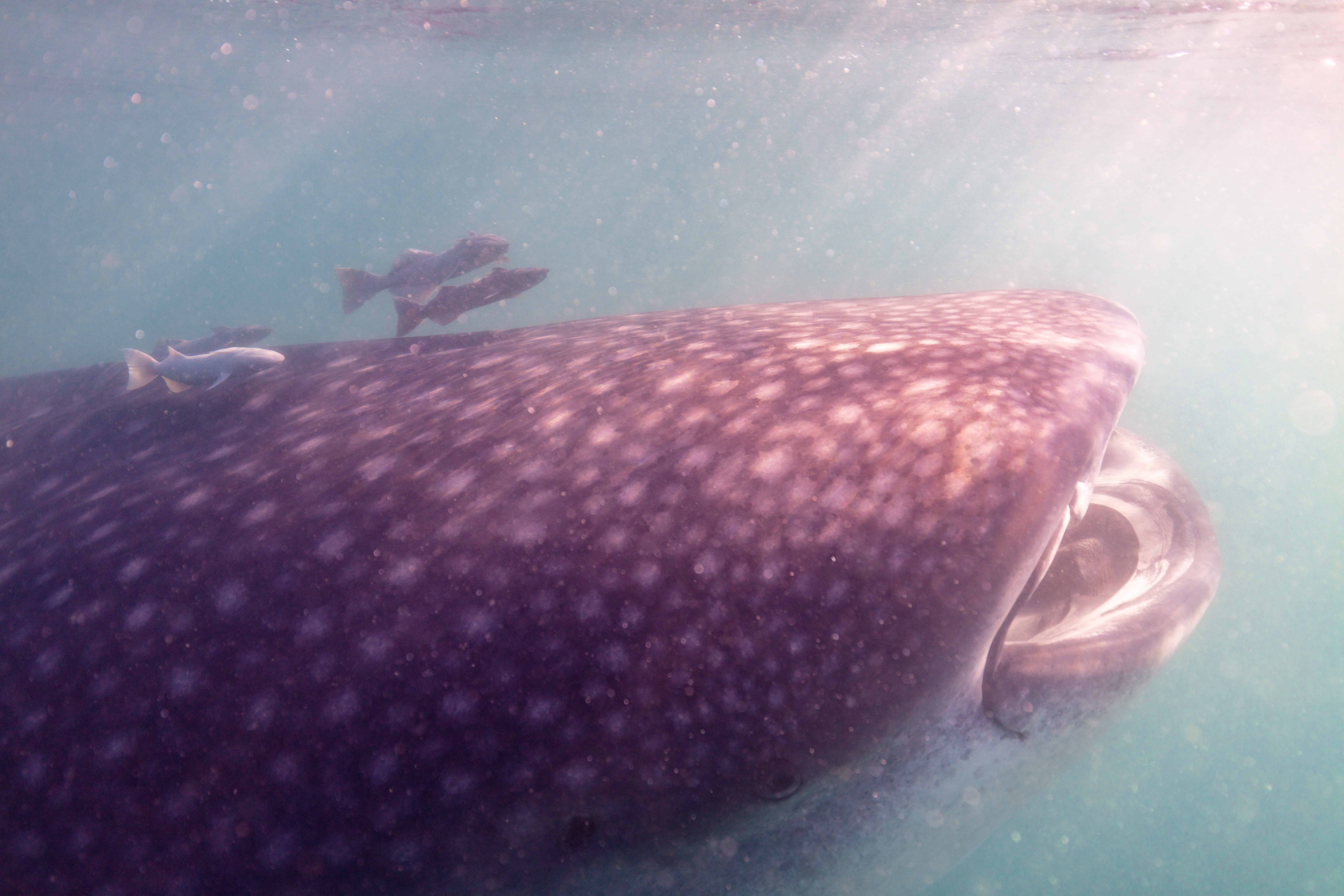
Phần đỉnh đầu

### Kích thước
Cá nhám voi là loài động vật không phải cá voi lớn nhất trên thế giới. Nhiều bằng chứng cho thấy rằng sự dị hình giới tính của cá nhám voi được biểu lộ thông qua kích thước của từng cá thể, trong đó con đực không phát triển mạnh bằng con cái. Một nghiên cứu đã được tiến hành nhằm quan sát sự phát triển của những cá thể cá nhám voi trong vòng 10 năm. Qua đó, các nhà khoa học kết luận rằng con đực trung bình đạt chiều dài từ 8 đến 9 mét (26 đến 30 ft), dù đây không phải là tiêu biểu cho kích thước tối đa mà loài đạt được. Một nghiên cứu tương tự dự đoán con cái đạt chiều dài trung bình khoảng 14,5 m (48 ft), dựa trên những dữ kiện hạn chế hơn. Trong khi đó, những nghiên cứu trước đây đánh giá sự tăng trưởng và tuổi thọ của cá nhám voi đã đưa ra ước tính rằng chiều dài của cá nằm từ 14 đến 21,9 mét (46 đến 72 ft).

## Phân bố và môi trường sống
Cá nhám voi phân bố ở các đại dương thuộc vùng nhiệt đới và ôn đới ấm của thế giới. Được coi là sống ngoài đại dương nhưng chúng cũng tụ tập lại theo mùa ở một vài khu vực ven bờ như dải đá ngầm Ningaloo ở khu vực miền tây Úc cũng như Pemba và Zanzibar ở khu vực ven bờ đại dương của Đông Phi. Khu vực phân bố của chúng giới hạn trong khoảng vĩ độ ±30 ° tính từ các khu vực này. Cá nhám voi chủ yếu sống cô độc và ít khi thấy chúng bơi thành đàn. Người ta tin rằng chúng sống di trú, nhưng các chuyên gia vẫn không rõ chúng có thể di cư xa bao nhiêu (có thể là di trú xuyên đại dương).
Tập tính tụ tập kiếm ăn theo mùa diễn ra tại một số địa điểm ven biển như Vịnh Ba Tư và Vịnh Oman, rạn san hô Ningaloo ở Tây Úc, Đảo Darwin thuộc Galápagos, Quintana Roo ở Mexico, vùng Inhambane ở Mozambique, Philippines, Mahe ở Seychelles, hai bờ biển Gujarat và Kerala của Ấn Độ, Đài Loan, Hoa Nam và Qatar.
Vào năm 2011, hơn 400 con cá nhám voi đã tụ tập ngoài khơi bờ biển Yucatán. Đây là một trong những cuộc tập trung lớn nhất từng được ghi nhận trong lịch sử loài này.

## Chế độ ăn

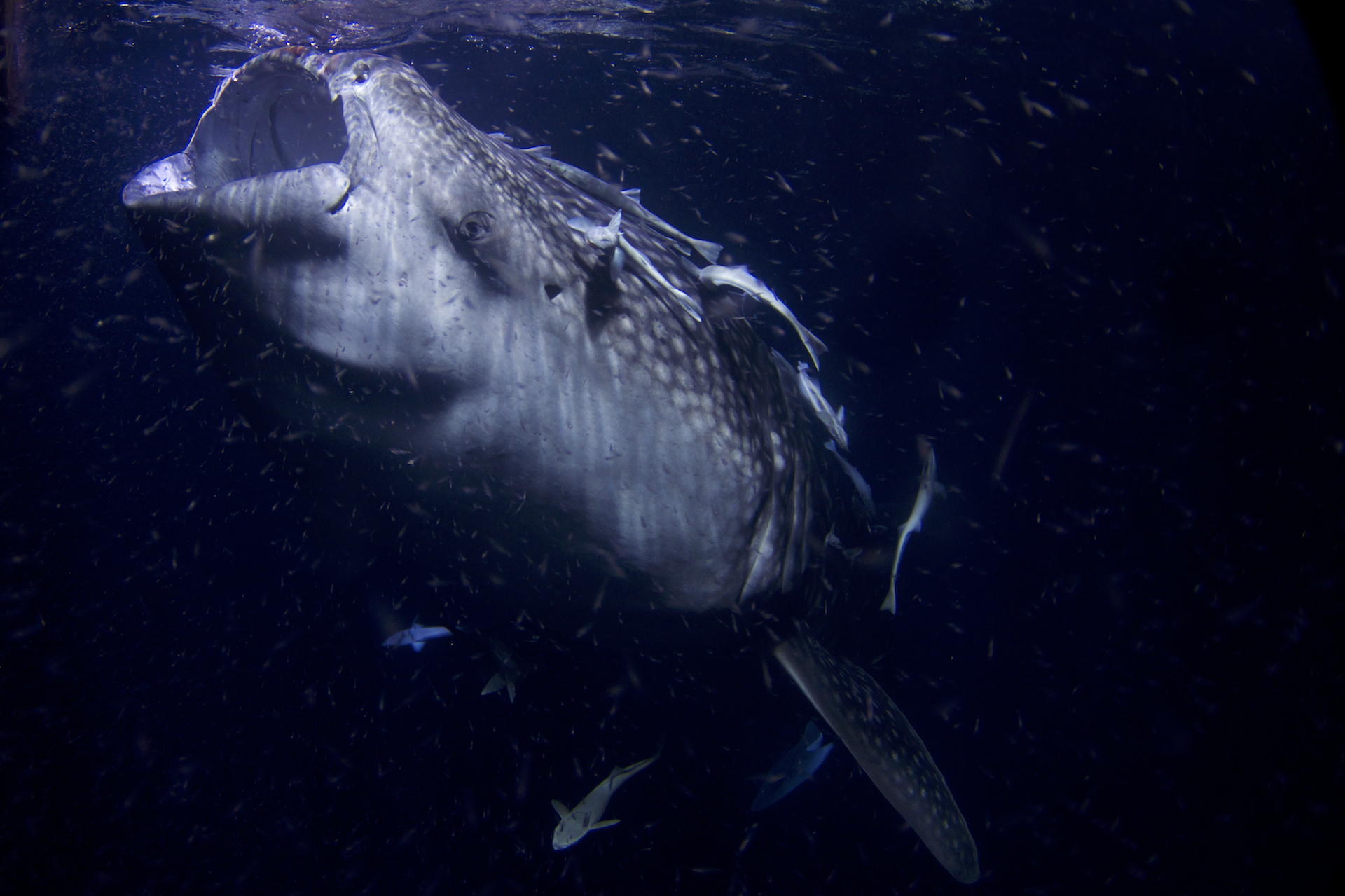
Cá nhám voi đang ăn lọc các sinh vật phù du ở Maldives

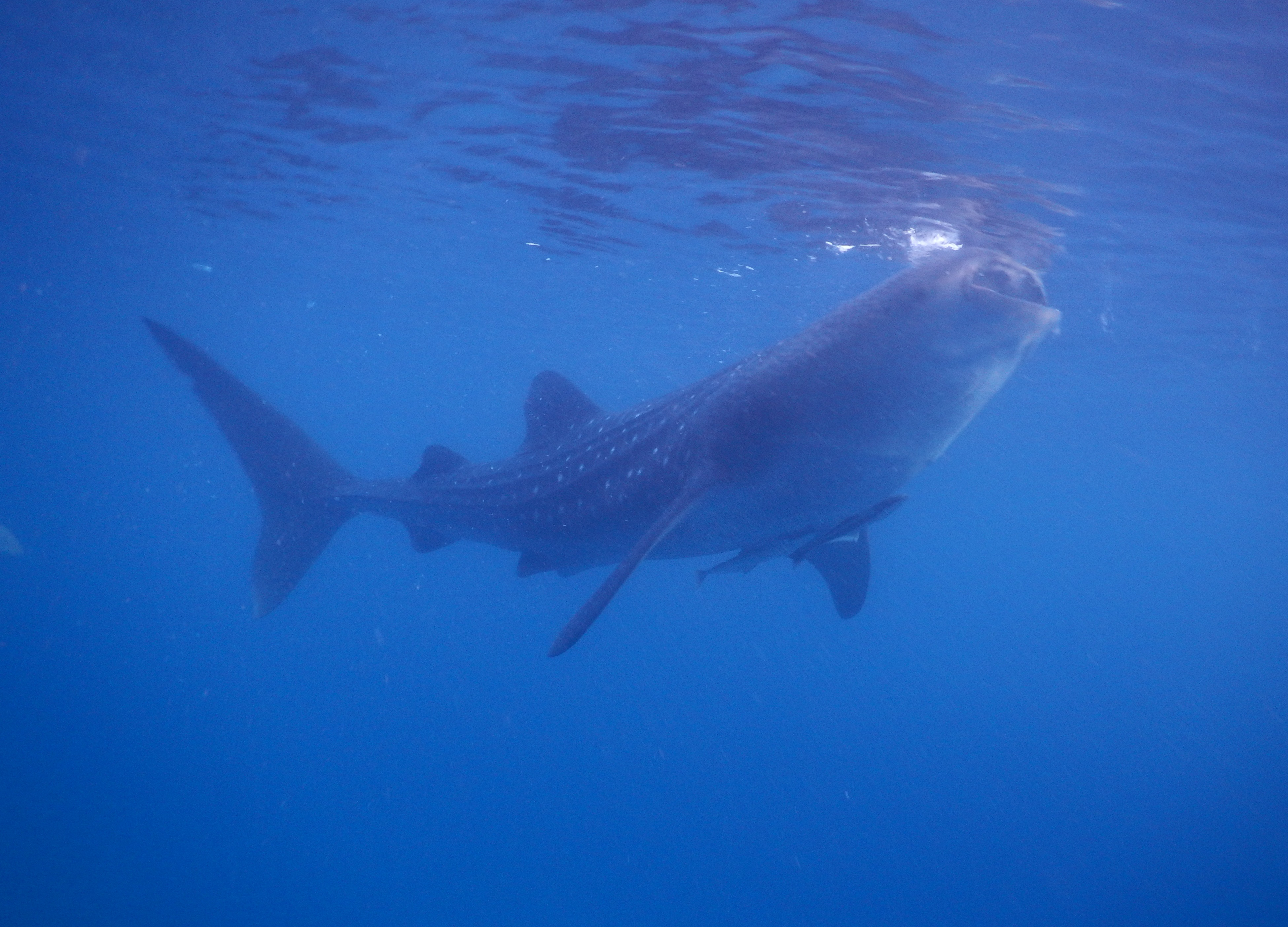
Một con cá nhám voi ở vùng biển Philippine, dưới thân nó là vài chú cá ép

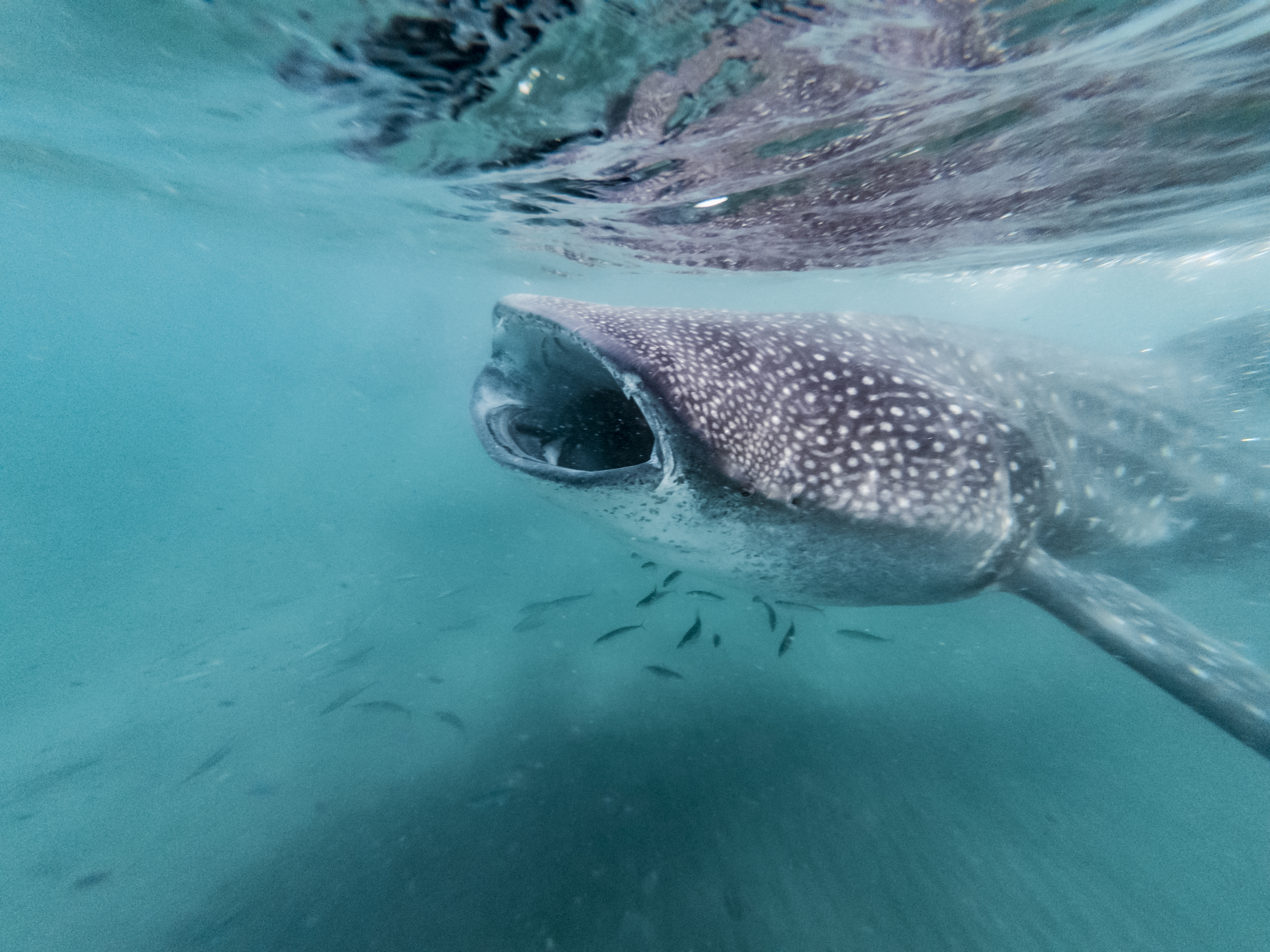
Cá nhám voi (Rhincodon typus) đang há to miệng ở vùng La Paz, Baja California Sur, Mexico

Cá nhám voi là loài có cơ chế lọc thức ăn; kiểu ăn này chỉ tồn tại ở hai loài cá mập còn lại, đó là cá mập phơi nắng và cá mập miệng to. Loài cá này tiêu thụ những sinh vật phù du như giáp xác chân chèo, tôm he, trứng cá, ấu trùng cua đỏ đảo Giáng Sinh cùng các sinh vật trôi nhỏ, chẳng hạn như mực hoặc cá nhỏ.
Các răng nhỏ li ti không giúp ích gì cho quá trình ăn uống của nó, thay vì thế nó hút nước chứa các sinh vật phù du vào qua miệng và đi qua mang lược (có chức năng giữ lại thức ăn) rồi sau đó bị tống ra khỏi bằng mang cung. Những gì mắc lại tại mang lược được nó nuốt hết. Cá nhám voi có thể luân chuyển nước với tốc độ tới 1,7 l/s (3,5 panh (pint) Hoa Kỳ/s). Tuy nhiên, cá nhám voi là loài tích cực săn mồi và chúng phát hiện các mục tiêu như các chỗ có nhiều sinh vật phù du hay cá nhờ các tín hiệu khứu giác chứ không phải luôn luôn chỉ là cơ chế 'hút bụi'.
Theo lời của những thủy thủ thì cá nhám voi tập trung tại các bãi đá ngầm ngoài khơi bờ biển Belize (vùng Caribbean), là nơi có thể bổ sung thêm cho thức ăn thông thường của chúng các loại trứng cá chỉ vàng, được các loài cá này đẻ vào giai đoạn từ tháng 5 đến tháng 7 hàng năm trong khoảng thời gian 6-7 ngày kể từ ngày trăng tròn trong các tháng này.
Thep ước tính thì mỗi ngày một con cá nhám voi con xơi đến 21 kg (46 pound) sinh vật phù du.

## Quan hệ đối với con người

### Hành vi đối với các thợ lặn

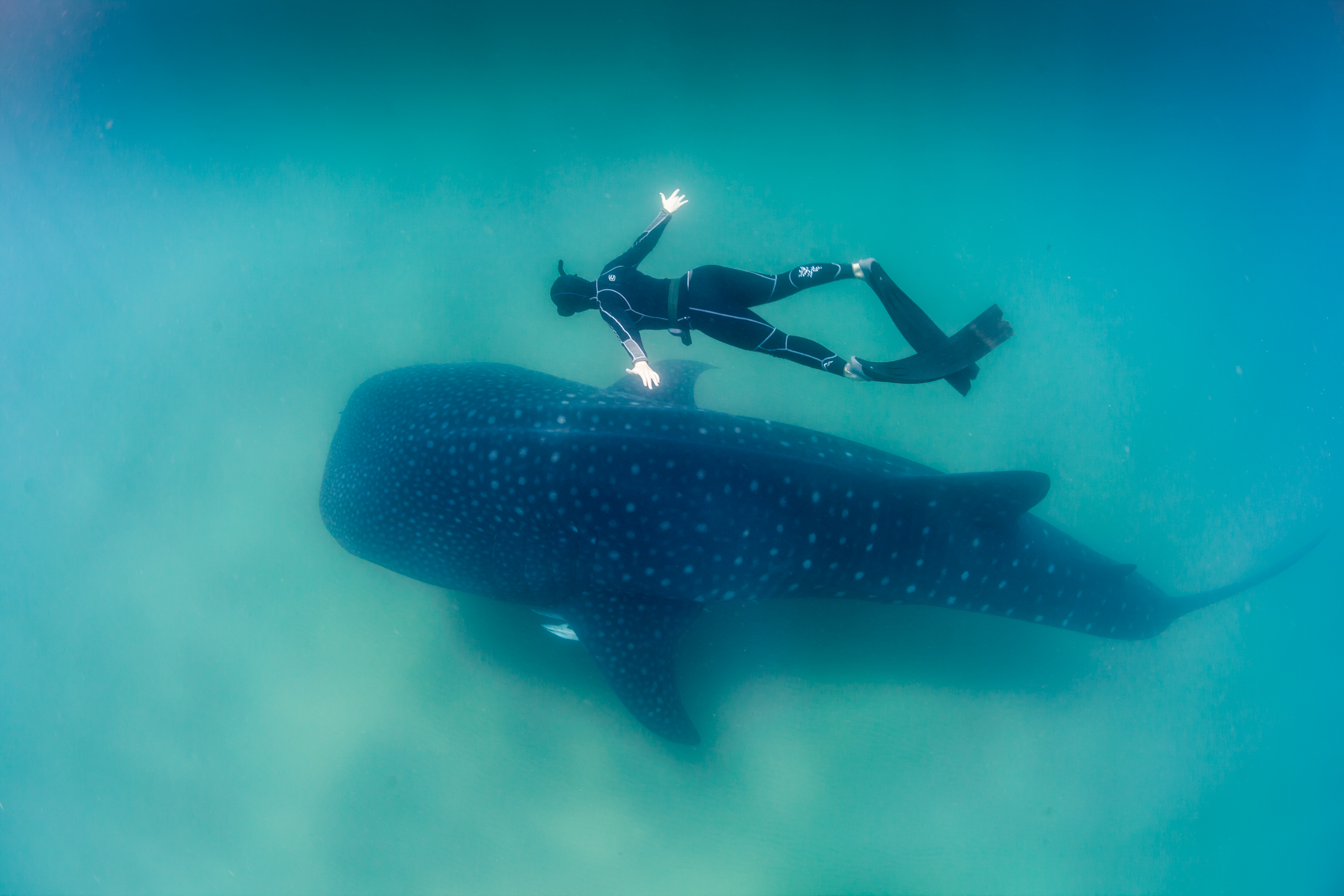
Cá nhám voi bơi cùng thợ lặn

Dù có kích thước to lớn nhưng cá nhám voi lại không gây nguy hại gì đối với con người. Đây là loài cá rất thân thiện và đôi khi còn cho phép những người bơi lội cưỡi lên chúng, mặc dù cách làm này không được các nhà khoa học và bảo tồn cá mập khuyến khích vì nó sẽ làm phiền cá nhám voi. Trong khi đó, những cá thể có tuổi đời trẻ hơn rất hiền lành và có thể chơi đùa với các thợ lặn. Một số nhiếp ảnh gia dưới nước, chẳng hạn như Fiona Ayerst, đã chụp những bức ảnh khi chúng bơi gần con người mà không gặp phải bất kỳ vấn đề gì.
Cá nhám voi thường được các thợ lặn bắt gặp ở nhiều nơi trên thế giới, bao gồm Islas de la Bahía ở Honduras, Thái Lan, Indonesia, Philippines, Maldives, Hồng Hải, Tây Úc (Rạn san hô Ningaloo, Đảo Giáng Sinh), Đài Loan, Panama (Coiba), Belize, Bãi biển Tofo ở Mozambique, Vịnh Sodwana (Công viên ngập nước iSimangaliso) ở Nam Phi, Quần đảo Galápagos, Saint Helena, Isla Mujeres (Biển Caribbean), La Paz, Baja California Sur và Bahía de los Ángeles ở Mexico, Seychelles, Tây Malaysia, các đảo ngoài khơi phía đông Malaysia bán đảo, Ấn Độ, Sri Lanka, Oman, Fujairah, Puerto Rico, cũng như các vùng thuộc Caribbean. Ngoài ra, người ta cũng tìm thấy cá nhám voi con ở cận bờ Vịnh Tadjoura, gần quốc gia Djibouti trong khu vực Sừng châu Phi.

### Tình trạng bảo tồn
Hiện không có ước tính chính xác về quần thể cá nhám voi trên toàn cầu. Loài này được Liên minh Bảo tồn Thiên nhiên Quốc tế phân vào diện nguy cấp do tác động của nghề cá, thiệt hại do đánh bắt không chủ ý và va chạm với tàu thuyền, cộng với việc loài này có tuổi thọ dài và tốc độ trưởng thành muộn (30 tuổi). Vào tháng 6 năm 2018, Cục Bảo tồn New Zealand đã phân loại cá mập voi vào loại "Di trú" kèm theo định tính "An toàn hải ngoại" theo Hệ thống phân loại đe dọa của New Zealand.
Cá nhám voi, cùng với sáu loài cá mập khác, được đưa vào Bản ghi về Bảo tồn Các loài Cá mập Di cư của CMS. Năm 1998, Philippines đã cấm mọi hoạt động đánh bắt, buôn bán, nhập khẩu và xuất khẩu cá nhám voi vì mục đích thương mại, sau đó các quốc gia Ấn Độ, Đài Loan cũng lần lượt áp dụng điều lệnh này vào tháng 5 năm 2001 và tháng 5 năm 2007.
Năm 2010, vụ tràn dầu ở Vịnh Mexico xảy ra, dẫn đến việc 4.900.000 thùng dầu (780.000 m3) tràn vào một khu vực phía nam của vùng Châu thổ sông Mississippi. Tại nơi đấy, một phần ba số vụ bắt gặp cá nhám voi ở phần phía bắc của vịnh liên tiếp diễn ra trong vài năm gần đây. Các nhân chứng đã xác nhận rằng cá nhám voi không thể nào tránh khỏi vết dầu loang trên mặt biển, nơi mà chúng kiếm ăn trong vài giờ đồng hồ. Tuy vậy, người ta lại không tìm thấy bất kỳ xác chết của một con cá nhám voi nào.
Ngoài ra, loài này cũng được bổ sung vào Phụ lục II của Công ước về Thương mại Quốc tế Các loài Động, Thực vật Hoang dã Nguy cấp (CITES) năm 2003 để quy định lại việc buôn bán quốc tế các mẫu vật sống cũng như bộ phận của chúng.
Có đến hàng trăm con cá mập voi bị giết hại mỗi năm ở Trung Quốc để lấy vây, da và dầu.

## Sinh sản
Giống như phần lớn các loại cá mập khác, tập tính sinh sản của cá nhám voi vẫn chưa được rõ ràng. Dựa trên nghiên cứu một quả trứng đơn lẻ tìm thấy ngoài khơi México vào năm 1956, người ta cho rằng chúng là loài đẻ trứng, nhưng con cá nhám voi cái có chửa bị bắt vào tháng 7 năm 1996 chứa tới 300 cá nhám voi con lại chỉ ra rằng chúng là loài đẻ con với sự phát triển của cơ chế noãn thai sinh. Các trứng phát triển thành cá con trong cơ thể con mẹ bằng các nguồn dưỡng chất ngay trong trứng và con mẹ sẽ đẻ các con non dài 40 – 60 cm. Người ta tin rằng cá nhám voi đạt tới độ tuổi trưởng thành vào khoảng 30 năm và chúng có tuổi thọ ước tính khoảng 60 - 150 năm.